# New Basket Brindisi 2007-2008
La New Basket Brindisi 2007-2008, sponsorizzata Prefabbricati Pugliesi, ha preso parte al campionato dilettanti italiano di B Eccellenza. Ha vinto la stagione regolare con 20V e 6P, con 1990 punti fatti e 1790 subiti ed è stata promossa alla Legadue, dopo aver superato nella finalina la Pallacanestro Trapani.

## Storia
Dopo la mancata promozione nella stagione precedente coach Tony Trullo viene sostituito con coach Paolo Moretti. Non vengono confermati il pivot Andrea Camata e l'ala Marco Caprari che firmano per la Pallacanestro Trapani, Simone Berti alla Mens Sana Siena, Riccardo Cortese alla Fortitudo Bologna, Alessandro Piazza al Fabriano Basket, Filippo Cattabiani alla Pallacanestro Vigevano e Manuele Mocavero alla Associazione Basket Latina. Al loro posto vengono ingaggiati l'ala tiratrice Tommaso Plateo dal Veroli Basket, la guardia Michele Cardinali dalla Fulgor Libertas Forlì, l'ala-pivot Roberto Feliciangeli dalla NSB Rieti, il pivot italo argentino Franco Prelazzi dalla Junior Casale Monferrato, Andrea Cagnin dalla Pallacanestro Trieste 2004 e gli under Marco Cardillo proveniente dalla Aquila Basket Trento e Luca Vetrone dalla Pallacanestro Olbia. Durante la stagione coach Paolo Moretti viene sostituito con coach Giovanni Perdichizzi e il pivot Andrea Cagnin rescinde il contratto per accasarsi al G.S. Riva al suo posto rientra nelle file brindisine Agostino Li Vecchi. Miglior marcatore della stagione è Alejandro Muro con 579 punti in 37 partite, seguito da Roberto Feliciangeli con 454 p. in 37 p. e da Franco Prelazzi con 407 p. in 35 p..

## Roster
| New Basket Brindisi 2007/2008 | New Basket Brindisi 2007/2008 |
| Giocatori                     | Staff tecnico                 |
| ----------------------------- | ----------------------------- |

| N. | Naz.                 | Ruolo | Nome                              | Anno | Alt.   | Peso |  |
| -- | -------------------- | ----- | --------------------------------- | ---- | ------ | ---- |  |
| 4  | Uruguay (bandiera)   | G     | Alejandro Muro                    | 1974 | 185 cm |      |  |
| 5  | Italia (bandiera)    | P     | Daniele Parente ()                | 1978 | 190 cm |      |  |
| 6  | Italia (bandiera)    | P     | Mauro Santoro                     | 1988 | 180 cm |      |  |
| 7  | Italia (bandiera)    | G     | Tommaso Plateo                    | 1978 | 192 cm |      |  |
| 8  | Italia (bandiera)    | A     | Marco Cardillo                    | 1985 | 196 cm |      |  |
| 9  | Italia (bandiera)    | AC    | Luca Vetrone                      | 1987 | 198 cm |      |  |
| 10 | Italia (bandiera)    | A     | Roberto Feliciangeli              | 1974 | 203 cm |      |  |
| 11 | Italia (bandiera)    | G     | Michele Cardinali                 | 1978 | 190 cm |      |  |
| 13 | Italia (bandiera)    | A     | Andrea Cagnin (fino al 21/11/07)  | 1975 | 205 cm |      |  |
| 15 | Italia (bandiera)    | G     | Walter Masi                       | 1990 | 193 cm |      |  |
| 16 | Italia (bandiera)    | A     | Francesco Mione                   | 1989 | 194 cm |      |  |
| 17 | Italia (bandiera)    | A     | Agostino Li Vecchi (dal 21/11/07) | 1970 | 204 cm |      |  |
| 18 | Argentina (bandiera) | C     | Franco Prelazzi                   | 1979 | 205 cm |      |  |
| 19 | Italia (bandiera)    | A     | Fabiano Ventruto                  | 1982 | 200 cm |      |  |

| Allenatore                                                             |
| - Paolo Moretti (fino al 18/1/08) - Giovanni Perdichizzi (dal 21/1/08) |
| Assistente/i                                                           |
| - Andrea Spinetti Legenda - (C) Capitano                               |

## Risultati

### Campionato

#### Stagione regolare
| Arbitri: | Biasini Gagliardi |

|                                          |            |                                        |
| Feliciangeli 19, Cardinali 14, Plateo 13 | Punti      | Cavalieri 17, Dalfini 10, Sorrentino 8 |
| Parente 5                                | Assist     | 2 Cavalieri                            |
| Feliciangeli 11                          | Rimbalzi   | 8 Dalfini, Cavalieri                   |
| Paolo Moretti                            | Allenatori | Francesco Ponticiello                  |

| Arbitri: | Di Giambattista Flammini |

|                                  |            |                                       |
| Gattoni 15, Puleo 11, Berlati 10 | Punti      | Muro 22, Feliciangeli 20, Prelazzi 17 |
|                                  | Assist     | 3 Parente                             |
| Di Marcantonio 4                 | Rimbalzi   | 5 Prelazzi                            |
| Riccardo Paolini                 | Allenatori | Paolo Moretti                         |

| Arbitri: | Beneduce Migotto |

|                                       |            |                                  |
| Muro 20, Feliciangeli 19, Prelazzi 12 | Punti      | Rotondo 22, Vico 12, Puggioni 10 |
| Parente 9                             | Assist     | 3 Giordo                         |
| Parente, Feliciangeli, Cardillo 5     | Rimbalzi   | 11 Puggioni                      |
| Paolo Moretti                         | Allenatori | Antonello Restivo                |

| Arbitri: | Di Francia Buttinelli |

|                                      |            |                                      |
| Casadei 23, Furlanetto 11, De Min 11 | Punti      | Muro 28, Feliciangeli 14, Cardillo 9 |
| Tomasiello 3                         | Assist     | 3 Feliciangeli                       |
| Casadei 9                            | Rimbalzi   | 11 Cardillo                          |
| Stefano Salieri                      | Allenatori | Paolo Moretti                        |

| Arbitri: | Masi Capurro |

|                                  |            |                                  |
| Muro 17, Prelazzi 16, Parente 10 | Punti      | Giuliani 16, Losi 10, Bonaiuti 9 |
| Parente 8                        | Assist     | 3 Facenda                        |
| Parente, Feliciangeli 6          | Rimbalzi   | 8 Giuliani                       |
| Paolo Moretti                    | Allenatori | Adriano Furlani                  |

| Arbitri: | Riosa Pisoni |

|                                        |            |                                 |
| Candido 23, Basanisi 17, Longobardi 12 | Punti      | Prelazzi 16, Plateo 14, Muro 12 |
| Basanisi 10                            | Assist     | 2 Muro                          |
| Longobardi 12                          | Rimbalzi   | 9 Feliciangeli                  |
| Roberto Miriello                       | Allenatori | Paolo Moretti                   |

| Arbitri: | Sivieri Gasparri |

|                                       |            |                                   |
| Parente 24, Cardinali 13, Prelazzi 12 | Punti      | Cerella 20, Paparella 18, Soro 14 |
| Parente, Plateo 3                     | Assist     | 4 Villani                         |
| Prelazzi 11                           | Rimbalzi   | 6 Soro, Chiarastella              |
| Paolo Moretti                         | Allenatori | Giampaolo Di Lorenzo              |

| Arbitri: | Bramante Ranaudo |

|                                     |            |                                    |
| Mocavero 19, Svoboda 11, Quaroni 10 | Punti      | Muro 19, Prelazzi 11, Li Vecchi 10 |
| Quaroni 4                           | Assist     | 4 Parente                          |
| Mocavero 13                         | Rimbalzi   | 6 Feliciangeli                     |
| Andrea Zanchi                       | Allenatori | Paolo Moretti                      |

| Arbitri: | Turbati Scudiero |

|                                       |            |                                 |
| Di Pierro 22, Sottana 17, Scarponi 13 | Punti      | Plateo 28, Muro 22, Prelazzi 15 |
| Di Pierro, Sottana 2                  | Assist     | 3 Parente                       |
| Orlando, Scarponi, P. Filloy 5        | Rimbalzi   | 18 Prelazzi                     |
| Marcello Ghizzinardi                  | Allenatori | Paolo Moretti                   |

| Arbitri: | Auriemma Binda |

|                                     |            |                               |
| Feliciangeli 17, Muro 16, Plateo 16 | Punti      | Liburdi 16, Mei 12, Stanic 11 |
| Parente 4                           | Assist     |                               |
| Prelazzi 7                          | Rimbalzi   | 8 Ianes                       |
| Paolo Moretti                       | Allenatori | Andrea Da Prato               |

| Arbitri: | Biasini Ranaudo |

|                                   |            |                                     |
| Virgilio 24, Caprari 15, Reale 13 | Punti      | Plateo 15, Muro 12, Feliciangeli 11 |
| Virgilio 9                        | Assist     | 2 Parente, Plateo, Cardinali        |
| Reale 8                           | Rimbalzi   | 8 Feliciangeli                      |
| Gianluca Tucci                    | Allenatori | Paolo Moretti                       |

| Arbitri: | La Rocca Fabiani |

|                                        |            |                              |
| Parente 18, Plateo 17, Feliciangeli 13 | Punti      | Pazzi 17, Bucci 14, Gizzi 12 |
| Parente 5                              | Assist     | 2 Calbini                    |
| Plateo 6                               | Rimbalzi   | 10 Pazzi                     |
| Paolo Moretti                          | Allenatori | Franco Ciani                 |

| Arbitri: | Del Gaudio Quarta |

|                                  |            |                                    |
| Gullo 23, Rizzitiello 13, Riva 9 | Punti      | Muro 17, Li Vecchi 11, Cardinali 9 |
| Rizzitiello, Gullo 2             | Assist     | 3 Muro                             |
| Caruso 7                         | Rimbalzi   | 9 Feliciangeli                     |
| Giuseppe Sidoti                  | Allenatori | Paolo Moretti                      |

| Arbitri: | Scrima Morante |

|                                       |            |                                    |
| Corvo 17, Valentini 15, Sorrentino 14 | Punti      | Plateo 14, Muro 10, Feliciangeli 8 |
| Valentini 4                           | Assist     | 3 Feliciangeli                     |
| Valentini 8                           | Rimbalzi   | 6 Feliciangeli                     |
| Francesco Ponticiello                 | Allenatori | Andrea Spinetti                    |

| Arbitri: | Ceratto Cè |

|                                       |            |                                 |
| Prelazzi 18, Muro 16, Feliciangeli 15 | Punti      | Musso 17, Berlati 14, Gurini 13 |
| Parente 7                             | Assist     | 4 Gattoni                       |
| Parente 8                             | Rimbalzi   | 4 Brunetti, Gurini              |
| Giovanni Perdichizzi                  | Allenatori | Riccardo Paolini                |

| Arbitri: | Colasanti Masi |

|                                |            |                                       |
| Rugolo 12, Rotondo 12, Vico 11 | Punti      | Muro 22, Prelazzi 22, Feliciangeli 16 |
| Rotondo, Vico 2                | Assist     | 6 Muro                                |
| Rotondo 8                      | Rimbalzi   | 11 Prelazzi                           |
| Stefano Michelini              | Allenatori | Giovanni Perdichizzi                  |

| Arbitri: | Di Francesco De Gobbis |

|                                   |            |                                       |
| Li Vecchi 24, Parente 15, Muro 13 | Punti      | Evangelisti 24, De Min 15, Ferrero 11 |
| Parente 4                         | Assist     | 4 Casadei                             |
| Prelazzi 14                       | Rimbalzi   | 9 De Min                              |
| Giovanni Perdichizzi              | Allenatori | Stefano Salieri                       |

| Arbitri: | Gaudino Balestreri |

|                                      |            |                                       |
| Giuliani 14, Bonaiuti 14, Amoroso 13 | Punti      | Feliciangeli 17, Muro 15, Prelazzi 15 |
| Giuliani, Rajola 5                   | Assist     | 3 Parente                             |
| Giuliani 11                          | Rimbalzi   | 8 Parente                             |
| Adriano Furlani                      | Allenatori | Giovanni Perdichizzi                  |

| Arbitri: | Bartoli Di Toro |

|                                            |            |                                        |
| Li Vecchi 22, Prelazzi 21, Feliciangeli 18 | Punti      | Longobardi 22, Maggioni 19, Malamov 13 |
| Parente 9                                  | Assist     | 4 Malamov                              |
| Feliciangeli 8                             | Rimbalzi   | 11 Longobardi                          |
| Giovanni Perdichizzi                       | Allenatori | Roberto Miriello                       |

| Arbitri: | Beneduce Borrelli |

|                                             |            |                                        |
| Cerella 17, Villani 12, Paparella 12        | Punti      | Feliciangeli 24, Muro 18, Cardinali 13 |
| Paparella 4                                 | Assist     | 5 Plateo                               |
| Ferrienti, Ferrari, Chiarastella, Cerella 5 | Rimbalzi   | 11 Feliciangeli                        |
| Giampaolo Di Lorenzo                        | Allenatori | Giovanni Perdichizzi                   |

| Arbitri: | Castellari Battista |

|                                     |            |                                   |
| Li Vecchi 18, Cardinali 13, Muro 13 | Punti      | Ochoa 18, Quaroni 13, Bisconti 12 |
| Parente 6                           | Assist     | 5 Quaroni                         |
| Feliciangeli 6                      | Rimbalzi   | 12 Bisconti                       |
| Giovanni Perdichizzi                | Allenatori | Andrea Zanchi                     |

| Arbitri: | Migotto Gadda |

|                                          |            |                                     |
| Feliciangeli 20, Prelazzi 14, Parente 11 | Punti      | Filloy 22, Gambolati 12, Orlando 10 |
| Parente 11                               | Assist     | 5 Di Pierro                         |
| Feliciangeli, Prelazzi 5                 | Rimbalzi   | 11 Gambolati                        |
| Giovanni Perdichizzi                     | Allenatori | Marcello Ghizzinardi                |

| Arbitri: | Cè Tomasoni |

|                                       |            |                                     |
| Liburdi 16, Lagioia 14, Poltroneri 11 | Punti      | Muro 23, Li Vecchi 16, Cardinali 12 |
| Stanic 6                              | Assist     | 3 Parente                           |
| Monti, Monzecchi 8                    | Rimbalzi   | 7 Li Vecchi, Feliciangeli           |
| Marco Rota                            | Allenatori | Giovanni Perdichizzi                |

| Arbitri: | Ceratto Canestrelli |

|                                       |            |                                          |
| Prelazzi 18, Muro 14, Feliciangeli 14 | Punti      | Grappasonni 17, Antrops 16, Tessitore 13 |
| Parente 5                             | Assist     |                                          |
| Li Vecchi, Prelazzi 5                 | Rimbalzi   | 8 Camata                                 |
| Giovanni Perdichizzi                  | Allenatori | Gianluca Tucci                           |

| Arbitri: | Capurro Di Francesco |

|                                |            |                                       |
| Gizzi 16, Cortesi 12, Pazzi 11 | Punti      | Prelazzi 18, Feliciangeli 15, Muro 12 |
| Calbini 5                      | Assist     | 6 Parente                             |
| Cortesi 9                      | Rimbalzi   | 10 Feliciangeli                       |
| Franco Ciani                   | Allenatori | Giovanni Perdichizzi                  |

| Arbitri: | Cherbaucich Tomasoni |

|                                  |            |                             |
| Prelazzi 15, Parente 11, Muro 10 | Punti      | Caruso 19, Riva 10, Dacic 8 |
| Parente 8                        | Assist     | 2 Gullo                     |
| Prelazzi 7                       | Rimbalzi   | 16 Caruso                   |
| Giovanni Perdichizzi             | Allenatori | Giuseppe Sidoti             |

#### Play Off
| Arbitri: | Vaccarini Gagliardi |

|                                 |            |                                      |
| Gamal 20, Gurini 18, Gattoni 15 | Punti      | Feliciangeli 24, Muro 21, Parente 11 |
| Gattoni 3                       | Assist     |                                      |
| Puleo 6                         | Rimbalzi   | 11 Feliciangeli                      |
| Riccardo Paolini                | Allenatori | Giovanni Perdichizzi                 |

| Arbitri: | Morante Fabiani |

|                                    |            |                               |
| Muro 21, Prelazzi 16, Li Vecchi 15 | Punti      | Puleo 16, Gurini 14, Gamal 11 |
| Parente 6                          | Assist     | 4 Gattoni                     |
| Feliciangeli, Parente 8            | Rimbalzi   | 7 Puleo                       |
| Giovanni Perdichizzi               | Allenatori | Riccardo Paolini              |

| Arbitri: | Di Francesco Balestrieri |

|                                  |            |                                   |
| Muro 17, Parente 13, Prelazzi 11 | Punti      | Ochoa 13, Mocavero 12, Quaroni 11 |
| Parente 4                        | Assist     |                                   |
| Cardillo 6                       | Rimbalzi   | 7 Ochoa                           |
| Giovanni Perdichizzi             | Allenatori | Andrea Zanchi                     |

| Arbitri: | Pisoni Volpe |

|                                       |            |                                          |
| Prelazzi 24, Li Vecchi 15, Parente 12 | Punti      | Mocavero 18, Rabaglietti 15, Bisconti 10 |
| Parente, Muro 4                       | Assist     | 2 Quaroni, Ochoa, Zaccariello            |
| Li Vecchi 11                          | Rimbalzi   | 8 Zaccariello                            |
| Giovanni Perdichizzi                  | Allenatori | Andrea Zanchi                            |

| Arbitri: | Castellani Beneduce |

|                                       |            |                                  |
| Ochoa 16, Mocavero 14, Zaccariello 12 | Punti      | Muro 14, Prelazzi 13, Parente 12 |
| Bisconti 4                            | Assist     | 8 Parente                        |
| Prelazzi 8                            | Rimbalzi   | 11 Zaccariello                   |
| Andrea Zanchi                         | Allenatori | Giovanni Perdichizzi             |

| Arbitri: | Ranaudo Scudiero |

|                                     |            |                                           |
| Pilotti 17, Bisconti 13, Svoboda 13 | Punti      | Prelazzi 17, Feliciangeli 10, Cardillo 10 |
| Rabaglietti, Zaccariello 5          | Assist     | 2 Parente, Cardillo, Li Vecchi            |
| Zaccariello 8                       | Rimbalzi   | 7 Feliciangeli                            |
| Andrea Zanchi                       | Allenatori | Giovanni Perdichizzi                      |

| Arbitri: | Scrima Bartoli |

|                                   |            |                                      |
| Muro 28, Li Vecchi 17, Parente 16 | Punti      | Ochoa 19, Rabaglietti 13, Quaroni 13 |
| Parente 4                         | Assist     | 2 Pilotti                            |
| Prelazzi 7                        | Rimbalzi   | 10 Mocavero                          |
| Giovanni Perdichizzi              | Allenatori | Andrea Zanchi                        |

| Arbitri: | Pisoni Volpe |

|                                      |            |                                      |
| Causin 16, Rombaldoni 14, Carrizo 12 | Punti      | Muro 18, Li Vecchi 8, Feliciangeli 7 |
| Rombaldoni 5                         | Assist     | 4 Muro                               |
| Farioli 8                            | Rimbalzi   | 9 Li Vecchi                          |
| Eugenio Dalmasson                    | Allenatori | Giovanni Perdichizzi                 |

| Arbitri: | Di Toro Di Francesco |

|                                    |            |                                    |
| Feliciangeli 20, Muro 12, Plateo 9 | Punti      | Rombaldoni 19, Causin 9, Carrizo 8 |
| Parente, Feliciangeli 2            | Assist     |                                    |
| Feliciangeli 8                     | Rimbalzi   |                                    |
| Giovanni Perdichizzi               | Allenatori | Eugenio Dalmasson                  |

| Arbitri: | Beneduce Ceratto |

|                                          |            |                                     |
| Caprari 24, Grappasonni 17, Tessitore 13 | Punti      | Muro 17, Li Vecchi 16, Cardinali 11 |
| Virgilio 6                               | Assist     | 3 Plateo                            |
| Grappasonni 10                           | Rimbalzi   | 4 Li Vecchi                         |
| Gianluca Tucci                           | Allenatori | Giovanni Perdichizzi                |

| Arbitri: | Riosa Bartoli |

|                                      |            |                                         |
| Feliciangeli 27, Muro 20, Parente 15 | Punti      | Virgilio 19, Caprari 14, Grappasonni 13 |
| Muro 3                               | Assist     |                                         |
| Li Vecchi, Feliciangeli 6            | Rimbalzi   | 12 Grappasonni                          |
| Giovanni Perdichizzi                 | Allenatori | Gianluca Tucci                          |

### Summer League
| Arbitri: | Auriemma Gaudino |

|                                     |            |                                       |
| Villani 16, Borgna 15, Ferrienti 15 | Punti      | Prelazzi 22, Muro 15, Feliciangeli 13 |
| Giampaolo Di Lorenzo                | Allenatori | Paolo Moretti                         |

| Arbitri: | Paglialunga Portaluri |

|                                        |            |                                        |
| Feliciangeli 19, Muro 18, Cardinali 11 | Punti      | Longobardi 19, Candido 16, Maggioni 15 |
| Paolo Moretti                          | Allenatori | Roberto Miriello                       |

| Arbitri: | Caforio Lavino |

|                                         |            |                                  |
| Feliciangeli 17, Plateo 14, Prelazzi 13 | Punti      | Borgna 15, Ferrienti 12, Soro 11 |
| Paolo Moretti                           | Allenatori | Giampaolo Di Lorenzo             |

| Arbitri: | Sinisi Paparella |

|                                       |            |                                  |
| Longobardi 20, Barozzi 16, Malamov 13 | Punti      | Parente 14, Cardillo 13, Muro 11 |
| Roberto Miriello                      | Allenatori | Paolo Moretti                    |

## Statistiche

### Statistiche di squadra
| Competizione   | Punti | In casa | In casa | In casa | In casa | In casa | In trasferta | In trasferta | In trasferta | In trasferta | In trasferta | Totale | Totale | Totale | Totale | Totale | Totale |
| Competizione   | Punti | G       | V       | P       | Ptf     | Pts     | G            | V            | P            | Ptf          | Pts          | G      | V      | P      | Ptf    | Pts    | Diff.  |
| -------------- | ----- | ------- | ------- | ------- | ------- | ------- | ------------ | ------------ | ------------ | ------------ | ------------ | ------ | ------ | ------ | ------ | ------ | ------ |
| B d'Eccellenza | 52    | 19      | 17      | 2       | 1496    | 1310    | 18           | 9            | 9            | 1296         | 1298         | 37     | 26     | 11     | 2792   | 2608   | +184   |
| Summer League  | 4     | 2       | 1       | 1       | 159     | 152     | 2            | 1            | 1            | 163          | 159          | 4      | 2      | 2      | 322    | 311    | +11    |
| Totale         | 56    | 21      | 18      | 3       | 1655    | 1462    | 20           | 10           | 10           | 1459         | 1457         | 41     | 28     | 13     | 3114   | 2919   | +195   |

### Statistiche dei giocatori
| Nome                 | G  | Pun  | Min  | Falli | Falli | Tiri da 2 | Tiri da 2 | Tiri da 2 | Tiri da 3 | Tiri da 3 | Tiri da 3 | Tiri Liberi | Tiri Liberi | Tiri Liberi | Rimbalzi | Rimbalzi | Rimbalzi | Stop | Stop | Palle | Palle | Ass | Val  | Media P. | Media Val. |
| Nome                 | G  | Pun  | Min  | C     | S     | R         | T         | %         | R         | T         | %         | R           | T           | %           | O        | D        | T        | D    | S    | P     | R     | Ass | Val  | Media P. | Media Val. |
| -------------------- | -- | ---- | ---- | ----- | ----- | --------- | --------- | --------- | --------- | --------- | --------- | ----------- | ----------- | ----------- | -------- | -------- | -------- | ---- | ---- | ----- | ----- | --- | ---- | -------- | ---------- |
| Alejandro Muro       | 37 | 579  | 1199 | 86    | 103   | 95        | 176       | 54.0      | 91        | 227       | 40.1      | 116         | 137         | 84.7        | 17       | 48       | 65       | 1    | 7    | 85    | 63    | 57  | 452  | 15,7     | 12,2       |
| Roberto Feliciangeli | 37 | 455  | 1007 | 123   | 140   | 114       | 205       | 55.6      | 42        | 108       | 38.9      | 101         | 165         | 61.2        | 60       | 147      | 207      | 13   | 12   | 88    | 52    | 36  | 459  | 12,3     | 12,4       |
| Franco Prelazzi      | 35 | 409  | 900  | 130   | 117   | 166       | 281       | 59.1      | 1         | 10        | 10.0      | 74          | 118         | 62.7        | 59       | 127      | 186      | 9    | 6    | 80    | 61    | 13  | 411  | 11,7     | 11,7       |
| Daniele Parente      | 36 | 335  | 1264 | 78    | 106   | 60        | 107       | 56.1      | 53        | 157       | 33.8      | 56          | 82          | 68.3        | 13       | 131      | 144      | 2    | 8    | 81    | 93    | 154 | 490  | 9,3      | 13,6       |
| Tommaso Plateo       | 37 | 318  | 903  | 75    | 80    | 60        | 120       | 50.0      | 48        | 124       | 38.7      | 54          | 67          | 80.6        | 10       | 50       | 60       | 2    | 5    | 62    | 36    | 37  | 242  | 8,6      | 6,5        |
| Agostino Li Vecchi   | 28 | 294  | 745  | 66    | 47    | 69        | 133       | 51.9      | 36        | 90        | 40.0      | 48          | 58          | 82.8        | 11       | 127      | 138      | 10   | 4    | 42    | 31    | 13  | 293  | 10,5     | 10,5       |
| Michele Cardinali    | 37 | 276  | 866  | 95    | 128   | 38        | 80        | 47.5      | 36        | 97        | 37.1      | 92          | 108         | 85.2        | 24       | 52       | 76       | 6    | 6    | 61    | 90    | 27  | 322  | 7,5      | 8,7        |
| Marco Cardillo       | 18 | 72   | 306  | 42    | 44    | 20        | 33        | 60.6      | 1         | 23        | 4.3       | 29          | 47          | 61.7        | 27       | 54       | 81       | 2    | 3    | 11    | 29    | 12  | 131  | 4,0      | 7,3        |
| Luca Vetrone         | 29 | 35   | 209  | 46    | 16    | 11        | 27        | 40.7      | 3         | 13        | 23.0      | 4           | 8           | 50.0        | 7        | 20       | 27       | 3    | 2    | 15    | 11    | 1   | 0    | 1,2      | 0          |
| Andrea Cagnin        | 5  | 19   | 74   | 14    | 3     | 7         | 9         | 77.8      | 0         | 0         | 0.0       | 5           | 6           | 83.3        | 2        | 16       | 18       | 0    | 1    | 10    | 2     | 1   | 15   | 3,8      | 3,0        |
| Mauro Santoro        | 6  | 0    | 25   | 2     | 0     | 0         | 1         | 0.0       | 0         | 2         | 0.0       | 0           | 0           | 0.0         | 1        | 3        | 4        | 0    | 1    | 3     | 0     | 1   | -4   | 0        | -0,7       |
| Fabiano Ventruto     | 1  | 0    | 1    | 1     | 0     | 0         | 0         | 0.0       | 0         | 0         | 0.0       | 0           | 0           | 0.0         | 0        | 0        | 0        | 0    | 0    | 1     | 0     | 0   | -2   | 0        | -2         |
| Francesco Mione      | 1  | 0    | 1    | 0     | 0     | 0         | 2         | 0.0       | 0         | 0         | 0.0       | 0           | 0           | 0.0         | 0        | 0        | 0        | 0    | 0    | 0     | 0     | 0   | -2   | 0        | -2         |
| squadra              | 0  | 0    | 0    | 3     | 11    | 0         | 0         | 0.0       | 0         | 0         | 0.0       | 0           | 0           | 0.0         | 86       | 63       | 149      | 0    | 0    | 21    | 221   | 0   | 357  | -        | -          |
| TOTALE               | 37 | 2792 | 7500 | 761   | 785   | 640       | 1174      | 54.5      | 311       | 851       | 36.6      | 579         | 796         | 72.7        | 319      | 838      | 1157     | 48   | 55   | 560   | 689   | 352 | 3221 | 75,5     | 87,1       |
| MEDIE                |    |      |      | 20,6  | 21,2  | 17,3      | 31,7      | 54.5      | 8,4       | 23,0      | 36.6      | 15,6        | 21,5        | 72.7        | 8,6      | 22,6     | 31,2     | 1,3  | 1,5  | 15,1  | 18,6  | 9,5 |      |          |            |

## Fonti
Superbasket (periodico) edizione 2007/08